# Береговые подёнки
Береговые подёнки, или полимитарциды (лат. Polymitarcyidae) — семейство подёнок.

## Распространение
Палеарктика (5 видов, 1 род), Неарктика (7,3), Неотропика (56,3), Афротропика (4,4), Индо-Малайская область (12,2), Австралия (0,0); вся мировая фауна (84,7). Для СССР и России указано 2 вида из одного рода Ephoron

## Описание
Лоб очень широкий. Задние лапки четырёх-сегментные.
Нимфы живут в больших реках с медленным течением и в озёрах, где они живут в U-образных ходах, вырытых ими в иле. Размахивая трахейными жабрами создают в этих ходах струю воды, улавливают частицы пищи. Жизненный цикл составляет один год (8-9 месяцев в году в качестве яиц, развитие личинок занимает 3-4 месяца). После спаривания самка опускается на поверхность воды, откладывает яйца и погибает. Самцы тоже живут недолго, погибают примерно через час после массового роения.

## Классификация
- Asthenopus Eaton, 1871
- Campsurus Eaton, 1871
- Ephoron Williamson, 1802
- Languidipes (Languidipes lithophagus)
- Povilla Navás, 1912
- Pristiplocia McCafferty, 1990
- Tortopsis Molineri, 2010
- Tortopus Needham & Murphy, 1924
- † Cretomitarcys Sinitshenkova, 2000
- † Palaeoanthus Kluge, 1994